# بورتيجياداس
بورتيجياداس، (بالإنجليزية: Bortigiadas)‏، (سردينيا: Bortigiadas)، هي بلدية في مقاطعة ساساري، في المنطقة الإيطالية سردينيا، وتقع على بعد حوالي 190 كم (120 ميل) إلى الشمال من كالياري، وحوالي 40 كم (25 ميل) غرب أولبيا.

## السكان
في سنة 1861 بلغ عدد السكان 1٬432 نسمة، وتطور العدد ليصل في سنة 2011 لـ 800 نسمة.
يظهر هذا المخطط البياني تطور النمو السكاني لـ بورتيجياداس